# Slate Auto
Slate Auto — американский стартап, занимающийся разработкой электромобилей. Основан в 2022 году. Штаб-квартира находится в Трое, штат Мичиган. В число инвесторов Slate Auto входит Джефф Безос. Первым продуктом стал пикап Slate Truck, который можно переоборудовать во внедорожник.

## История
Компания Slate была основана в 2022 году. До представления 24 апреля 2025 года пикапа Slate Truck компания работала в скрытом режиме. Первоначально автомобиль назывался «Re:Car», так как позиционировался, как проект в рамках Re:Build Manufacturing, отечественного производственного инкубатора, соучредителем которого был Джефф Уилк, бывший генеральный директор потребительского подразделения Amazon. Среди первых нескольких сотен сотрудников Slate многие из них имеют опыт работы в автомобилестроительных компаниях Ford, General Motors, Stellantis и Harley-Davidson. Штаб-квартира компании находится в Трое, штат Мичиган; имеет дизайн-студию в Лонг-Бич, штат Калифорния; и, как сообщается, развивает завод в Индиане. 
Компания Slate привлекла не менее $111 млн в рамках финансирования серии А, включая нераскрытую сумму от Безоса. Инвестировали также несколько других богатых людей, в том числе Марк Уолтер, контролирующий владелец Los Angeles Dodgers и генеральный директор Guggenheim Partners, и Томас Талл, который является ведущим инвестором Re:Build Manufacturing. 

## Модельный ряд
Первое транспортное средство Slate, электромобиль-пикап Slate Truck, был анонсирован 24 апреля 2025 года. Компания рассчитывает установить на него цену чуть ниже $27 500, что может дать чистую цену ниже $20 000 после федеральных скидок. Транспортное средство может быть преобразовано из пикапа в 5-местный внедорожник с помощью комплекта, продаваемого клиентам.
В качестве рекламного трюка Slate припарковал по крайней мере три прототипа автомобилей на улицах Венис, Лос-Анджелес, перед официальным объявлением. Автомобили были обёрнуты брендингом вымышленных компаний и напоминали пикап, «купеобразный» SUV и внедорожник, напоминающий Land Rover Defender. Транспортные средства представляют собой нефункциональный дизайн баксов; их изображения были широко распространены журналистами и авторами Reddit.
До своего официального объявления компания зарегистрировала товарные знаки «Чистый лист» (англ. Blank Slate) и «Мы построили это. Вы сделайте это» (англ. We Built It. You Make It).